# شهرزاد ترحل إلى الغرب
شهرزاد ترحل إلى الغرب (بالفرنسية:Scheherazade Goes West: Different Cultures, Different Harems) هو كتاب للباحثة المغربية فاطمة المرنيسي، نُشر لأول مرة بالإنجليزية عام 2001 عن دار سيمون آند شوستر بعنوان Scheherazade Goes West: Different Cultures, Different Harems، ثم تُرجم إلى الفرنسية والعربية ولغات أخرى. الكتاب يُعد من أبرز الأعمال الفكرية التي مزجت بين الأنثروبولوجيا الثقافية والنقد النسوي والتحليل التاريخي، ويشكل حلقة جديدة في مشروع المرنيسي الطويل لإعادة قراءة وضعية المرأة في العالمين العربي والغربي.

## تحليل العنوان
يحمل عنوان كتاب "شهرزاد ترحل إلى الغرب" لفاطمة المرنيسي شحنة رمزية كثيفة، تمزج بين التراث والحداثة، بين الشرق والغرب، وبين الأنثوي والسياسي. فاختيار "شهرزاد" لا يُفهم فقط على أنه استدعاء لشخصية تراثية من ألف ليلة وليلة، بل يتجاوز ذلك ليصبح رمزًا للمرأة العربية الحكيمة، الراوية، والمقاومة بالكلمة، التي تمتلك سلطة الحكي في مواجهة سلطة البطش. أما فعل "ترحل" فيحيل إلى حركة مزدوجة: مادية وثقافية، تنقل فيها المرنيسي نموذج شهرزاد من فضائها الشرقي إلى الفضاء الغربي، حيث تُطرح قضايا الجندر، والهوية، والتمثلات الثقافية من منظور نقدي. إن العنوان يختزل، في تركيبه، مشروع المرنيسي الفكري بأكمله: تفكيك الصورة النمطية للمرأة العربية في المتخيل الغربي، وفي الوقت ذاته مساءلة البنى الثقافية للشرق من خلال رموزه التاريخية. الرحلة إذن ليست خضوعًا، بل إعادة تموقع، وسعي لتأسيس خطاب أنثوي عربي قادر على مخاطبة العالم بلغة كونية، دون أن يتخلى عن جذوره.

## فكرة الكتاب
في شهرزاد ترحل إلى الغرب، تسافر المرنيسي إلى الغرب وتواجه الصور النمطية الغربية عن المرأة الشرقية، وخاصة صورة "الحريم" كما تم تصورها في الفنون والآداب الأوروبية، من الرسوم الاستشراقية إلى أعمال الفلاسفة الغربيين. وتقوم الكاتبة بمقارنة بين حريم الشرق الحقيقي وحريم الغرب المتخيل، وتحاول الكشف عن بُعد الأسطورة والخيال في تصورات الغرب للنساء المسلمات.

## ملخص ومضامين الكتاب[1]
1. شهرزاد في باريس
تبدأ المرنيسي من أسطورة شهرزاد، الشخصية النسائية الذكية التي تروي الحكايات للملك شهريار لتنجو من القتل. تطرح الكاتبة سؤالًا مركزيًا:
لماذا يحب الغرب شهرزاد، لكنه يخشى المرأة العربية الحديثة؟
ثم تنتقل إلى تحليل صور "المرأة الشرقية" في المخيال الغربي، انطلاقًا من زيارتها لمعارض لوحات رسامي الاستشراق مثل أنغر (Ingres) ودولاكروا (Delacroix)، حيث تُصوّر النساء في الحريم بكسل، واستسلام، وملامح جنسية، وتناقش كيف أن هذه الصور ليست مرآة لواقع المرأة العربية، بل نتاج خيال استعماري ذكوري.
2. الحريم بين الواقع والخيال
تشرح المرنيسي أن الحريم، كما عاشته هي شخصيًا في طفولتها بالمغرب، لم يكن مكانًا للمتعة والفراغ، بل فضاءً نسائيًا نشطًا ومعقدًا، مليئًا بالتضامن والصراعات، وكانت النساء فيه فاعلات، وليس مجردات من الفعل كما في التصور الأوروبي.
3. الحريم الغربي
تحاول المرنيسي قلب الطاولة على المفاهيم السائدة، حيث تكشف أن المرأة الغربية أيضًا تعيش في "حريم" رمزي، ولكن من نوع آخر. تقول إن الحريم الغربي لا يُغلق الأبواب، بل يُمارس الضبط الاجتماعي عبر مقاييس الجمال، والتسليع الجنسي، والصورة النمطية المثالية التي تفرض على النساء.
وتناقش ظواهر مثل: هوس الجسد المثالي، صناعة الموضة والإعلانات، الرقابة الأخلاقية باسم "الحرية". وتؤكد أن "الحجاب ليس وحده قيدًا"، بل إن "العارضة العارية أيضًا مقيدة بطريقة أخرى".
4. الفلاسفة والحريم
تنتقل المرنيسي إلى تحليل فلسفة الغرب عن المرأة، متوقفة عند أفكار مفكرين مثل:
- إيمانويل كانط، الذي كتب عن المرأة بوصفها ناقصة عقلًا.
- فرويد، وتحليلاته الجنسية التي اختزلت المرأة في موقع اللاوعي والرغبة.
- جان جاك روسو، الذي رأى أن المرأة خُلقت من أجل راحة الرجل.

وتستنتج أن هناك حريمًا فلسفيًا في الغرب، لا يقل صرامة عن الحريم المكاني في الشرق.

## الأسلوب والمنهج
- شخصي تأملي: تسرد الكاتبة الكتاب بأسلوب أقرب إلى اليوميات، تمزج بين الملاحظة والتجربة الذاتية.
- سوسيولوجي تحليلي: تستعين بعلم الاجتماع المقارن، والتاريخ، والتحليل النفسي.
- نقدي وتهكمي أحيانًا: تتخذ الكاتبة أحيانًا نبرة ساخرة لتفكيك الصورة النمطية الغربية.
- أنثوي واعٍ: تستبطن النص حسًا نسويًا يحفر في عمق العلاقة بين الجندر والسلطة.[2]

## استقبال الكتاب وتأثيره
لاقى شهرزاد ترحل إلى الغرب اهتمامًا واسعًا في الأوساط الأكاديمية الغربية والعربية، خاصة بين الباحثين في مجالات: الدراسات النسوية، ما بعد الكولونيالية، النقد الثقافي، دراسات الجندر.
وقد أثار الكتاب جدلًا في بعض الأوساط المحافظة لكونه ينتقد الثقافة الغربية من داخلها، ويعيد الاعتبار للنساء العربيات كفاعلات، وليس كضحايا فقط.

## اقتباسات من الكتاب
"في الغرب، يملكون حريمًا من نوع آخر، لكنه لا يحتاج إلى جدران عالية. إنه الحريم الذي يصنعه هاجس الجمال والرشاقة والصورة النمطية."
"الحرية الحقيقية لا توجد في عُري الجسد، بل في قوة العقل."

## الطبعات والترجمات
- الطبعة الأولى الإنجليزية: Scheherazade Goes West: Different Cultures, Different Harems, Simon & Schuster, 2001
- الترجمة الفرنسية: Le Harem et l’Occident, Albin Michel, 2001
- الترجمة العربية: شهرزاد ترحل إلى الغرب، ترجمة فاطمة الزهراء أيت علا، دار الفنك، الدار البيضاء، 2004[4]

## مؤلفات ذات صلة
- الحب في البلدان الاسلامية
- الحريم السياسي
- نساء على أجنحة الحلم
- هل أنتم محصنون ضد الحريم؟
- الخوف من الحداثة: الإسلام والديمقراطية